# ايتيو
ايتيو هي أكبر شركة طاقة متكاملة مملوكة للقطاع الخاص في أفريقيا. وتشارك في جوانب مختلفة من قطاع الطاقة، بما في ذلك استكشاف النفط والغاز والإنتاج والتكرير والتسويق و الطاقة الكهربائية . تعمل شركة ايتيو في غرب وجنوب أفريقيا.

## تاريخ الشركة
تأسست ايتيو في عام 1999 على يد الملياردير الأفريقي بنديكت بيترز ، وكانت تعمل في الأصل تحت اسم شركة سيغموند كومونيتشي ليمتيد. كان سيغموند كومونيتشي يعمل بشكل أساسي في توريد وتجارة مجموعة واسعة من المنتجات البترولية. باعتبارها واحدة من أكبر المستوردين المحليين لمنتجات الطاقة في أفريقيا، كانت شركة سيغموند كومونيتشي تمتلك وتدير محطة لتخزين النفط في رصيف أبونيما، بورت هاركورت، في منطقة الجنوب والجنوب في نيجيريا.
في عام 2008، تم تغيير العلامة التجارية لشركة سيغموند كومونيتشي إلى ايتيو. كان التغيير أكثر من مجرد تغيير في اسمه؛ لقد مثل تحولاً في استراتيجية الشركة، بهدف رفع مكانة الشركة في صناعة الطاقة. ومع تغيير العلامة التجارية، قامت ايتيو بتوسيع نطاق تركيزها، والتزمت بتطوير مجموعة شاملة من خدمات الطاقة. وقد غطى هذا التوسع النطاق الكامل لقطاع الطاقة، بدءًا من التنقيب وحتى تسليم المنتجات البترولية الجاهزة والطاقة الكهربائية بالتجزئة.
اعتبارًا من اليوم، أصبحت ايتيو شركة طاقة متكاملة تمامًا. وتشارك بنشاط في تخزين وتسويق وتوزيع المنتجات البترولية السائبة، وتوفير خدمات حقول النفط، وتوليد وتوزيع الكهرباء، وتخزين غاز البترول المسال على نطاق واسع، وشبكة توزيع التجزئة البارزة بشكل متزايد. وقد اتسم نموها بالاستثمارات الاستراتيجية والتوسع المستمر. تفتخر ايتيو بواحدة من أكبر مرافق تخزين المنتجات البترولية المكررة المملوكة للقطاع الخاص في منطقة جنوب الصحراء الكبرى بأفريقيا. وتشمل أصولها مرافق تخزين قادرة على استيعاب أكثر من 320 مليون لتر من المنتجات البترولية. ومن أهمها محطة بورت هاركورت بسعة تتجاوز 110 مليون لتر ومحطة أبابا القادرة على تخزين 210 مليون لتر.
والأهم من ذلك أن ايتيو هي أكبر شركة نفطية مستقلة في أفريقيا. تنتج ايتيو ما يقرب من 100.000 برميل من النفط يوميًا من OML 29،  وهو حقل نفط تقليدي يقع على شاطئ نيجيريا، ويساهم بأكثر من خمسة بالمائة من إنتاج النفط اليومي في نيجيريا.
في نوفمبر 2023، حققت ايتيو علامة بارزة في صناعة النفط والغاز النيجيرية من خلال تقديم مشروع نمبي، وهو نوع جديد من النفط الخام، بالشراكة مع شركة البترول الوطنية النيجيرية (NNPC). ويتميز خام نيمبي بمحتواه المنخفض من الكبريت وانخفاض انبعاثات الكربون، ويعزى ذلك إلى التخلص من غاز الشعلة. وهذا يجعلها متوافقة مع المواصفات الصارمة للمشترين الأوروبيين الرئيسيين. تتم إدارة وتسويق تيار خام نيمبي من خلال مشروع مشترك بين شركة النفط الوطنية النيجيرية وشركة ايتيو و هو شركة إيسترن إي أند بي المحدودة. تمثل هذه المبادرة المرة الأولى التي يتم فيها تشغيل مشروع تسويق الخام في نيجيريا حصريًا من قبل كيانات محلية.
وفي يناير 2024، حصلت شركة ايتيو على حصة في منطقة انتاج الغاز (مازنجا) في موزمبيق . الصفقة، التي تم إضفاء الطابع الرسمي عليها من خلال ترتيبات المزرعة مع شركة الهيدروكربونات الوطنية الموزمبيقية (ENH)، تضع ايتيو كمشغل للمنطقة، التي تحتوي على بعض أكبر احتياطيات الغاز البرية في أفريقيا جنوب الصحراء الكبرى.

أو إم إل 29